# آنت جکی مسومو
آنت جکی مسومو (انگلیسی: Annette Jacky Messomo؛ زادهٔ ۱ مارس ۱۹۹۳) بازیکن فوتبال اهل کامرون است.
از باشگاه‌هایی که در آن بازی کرده‌است می‌توان به باشگاه فوتبال کارلسروهه و باشگاه فوتبال اسپارتا پراگ اشاره کرد.
وی همچنین در تیم ملی فوتبال زنان گینه استوایی بازی کرده‌است.